# DS-MG
DS-MG – wspólna nazwa dwóch radzieckich satelitów naukowych i technologicznych wyprodukowanych przez ukraińskie zakłady KB Jużnoje. Stanowiły radziecki wkład w Międzynarodowe Lata Spokojnego Słońca (International Year of Quiet Sun 1964-1965) i Światowy Przegląd Magnetyczny (World Magnetic Survey). Prowadziły pomiary komplementarne do wykonywanych przez amerykańskie satelity OGO 2 i OGO 4. Służyły również do testów elektrycznego żyroskopowego systemu orientowania statków kosmicznych.
Wynoszone w kosmos rakietą Kosmos 63S1 z kosmodromu Kapustin Jar. Stanowiły część większego programu Dniepropetrowsk Sputnik (DS). Ważyły około 360 kg.
Serię stanowiły:
- Kosmos 26 – pomyślnie wystrzelony 18 marca 1964
- Kosmos 49 – pomyślnie wystrzelony 24 października 1964